# Węgiel aktywny
Węgiel aktywny, węgiel aktywowany (łac. carbo activatus) – substancja składająca się głównie z węgla pierwiastkowego w formie bezpostaciowej (sadza), częściowo w postaci drobnokrystalicznego grafitu (poza węglem zawiera zwykle popiół, głównie tlenki metali alkalicznych i krzemionkę). Charakteryzuje się bardzo dużą powierzchnią w przeliczeniu na jednostkę masy, do ponad 3300 m²/g w produktach komercyjnych i ok. 3900 m²/g laboratoryjnie (dla porównania powierzchnia kortu tenisowego wynosi około 260 m²), dzięki czemu jest doskonałym adsorbentem wielu związków chemicznych.
Wielka powierzchnia właściwa węgla aktywnego jest wynikiem istnienia wewnętrznej struktury porowatej pozostałej po wyjściowym materiale organicznym, a rozwiniętej w procesie wygrzewania w wysokiej temperaturze przy ograniczonym dostępie powietrza. Większość porów to silnie adsorbujące mikropory oraz pełniące głównie rolę kanałów transportowych mezopory. Węgiel aktywny jest często modyfikowany (np. przez usunięcie popiołu lub impregnację związkami chemicznymi), aby zachowując swoje właściwości adsorpcyjne, mógł bardziej specyficznie pochłaniać określony składnik (np. metale ciężkie).
Znaczenie węgla aktywnego podnosi fakt, że jest to substancja nietoksyczna, tania w produkcji, otrzymywana m.in. z drewna i z rozmaitych odpadów produkcji rolniczej, np. ze skorup orzechów, pestek i nasion owoców, łupin, łusek, słomy i wielu innych, a jednocześnie łatwa do utylizacji po zużyciu (przez spalenie). Jeżeli adsorbowane były metale ciężkie, można je łatwo odzyskać z powstałego popiołu.
Roczna produkcja węgla aktywnego na świecie wynosi obecnie (2020 r.) ok. 250 tys. ton.

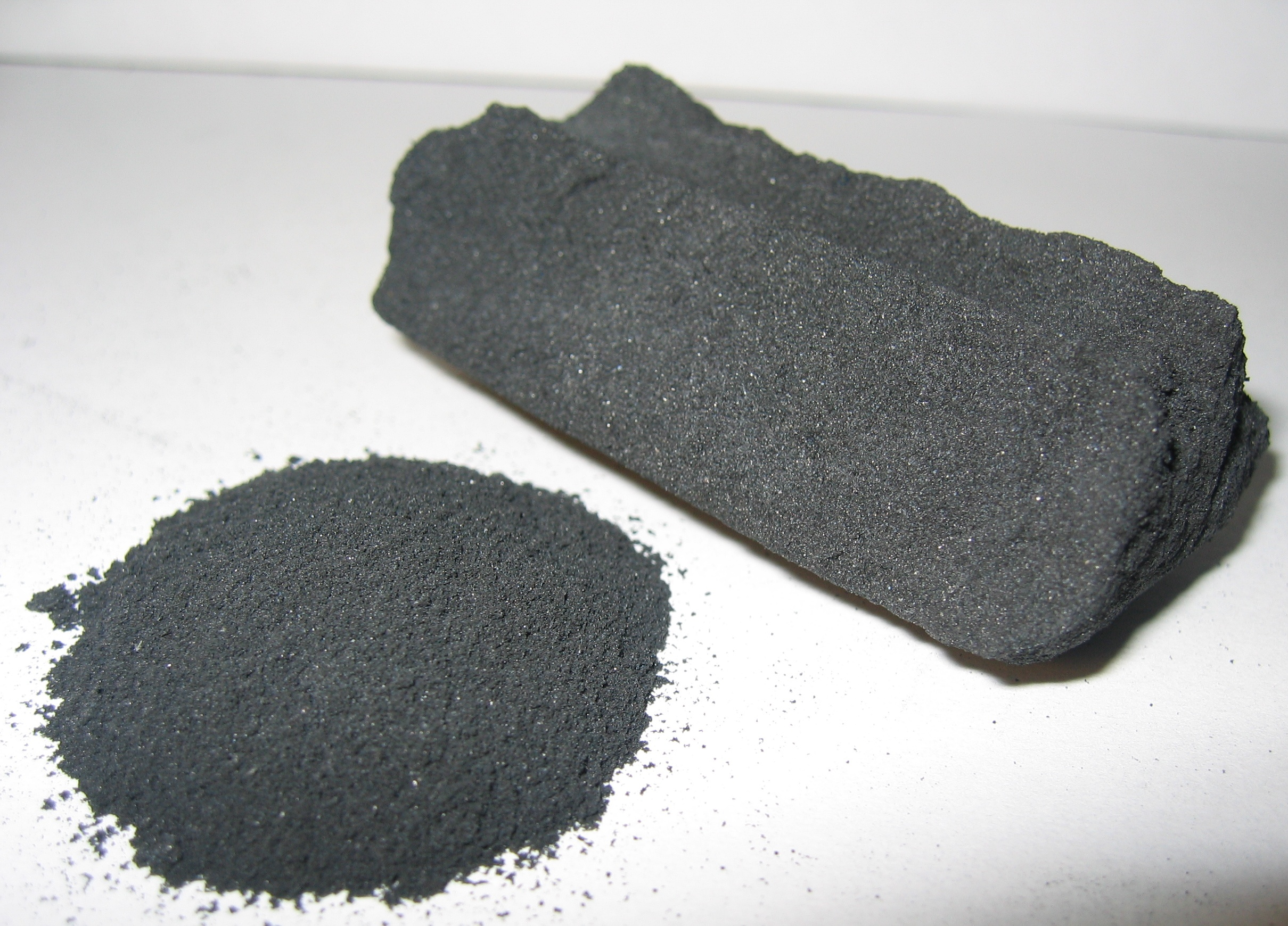
Węgiel aktywny

## Wytwarzanie
Węgiel aktywny może być otrzymywany praktycznie z każdego materiału węglowego zawierającego węgiel pierwiastkowy w dużym procencie.
Powszechnie stosowanymi surowcami do produkcji węgla aktywnego są:
- drewno,
- węgiel kamienny bitumiczny,
- węgiel brunatny bitumiczny,
- torf,
- skorupy orzecha kokosowego (lokalnie).

Dominującym sposobem otrzymywania węgla aktywnego na świecie jest tzw. aktywacja fizyczna. Obejmuje ona dwa etapy: karbonizację surowca organicznego i następującą po niej właściwą aktywację poprzez częściowe zgazowanie materiału węglowego czynnikiem gazowym (para wodna, dwutlenek węgla).
Węgle aktywne są powszechnie dostępne w postaci pylistej, ziarnistej lub formowanej sfery. Węgle bitumiczne są głównym surowcem do otrzymywania granulowanych i formowanych węgli aktywnych. Przed karbonizacją węgle bitumiczne są wstępnie rozdrabniane do ziaren poniżej 5–10 μm, a następnie brykietowane z lepiszczem. W ten sposób uzyskuje się poprawę jednorodności i wytrzymałości mechanicznej produktów.
Właściwa karbonizacja jest przeprowadzana w temperaturze 600–650 °C w atmosferze obojętnej. W przedziale 400–600 °C w większości substancji organicznych, na skutek zachodzących reakcji zachodzi formowanie sztywnego szkieletu węglowego. Podczas karbonizacji zostaje już wytworzona pewna struktura porowata, jednak jej parametry są niewystarczające do jakiegokolwiek praktycznego zastosowania. Dlatego też produkt karbonizacji poddaje się jeszcze aktywacji, mającej na celu „rozwinięcie” porów poprzez selektywne zgazowanie parą wodną lub dwutlenkiem węgla (bądź ich mieszaniną, ew. z niewielkim dodatkiem powietrza) w temperaturze 800–950 °C.
Po aktywacji materiał jest jeszcze poddawany procesowi klasyfikacji ziarnowej i procesowi odpylania. Można też usunąć substancję mineralną wprowadzoną razem z surowcem oraz z dodatkami wiążącymi, co w znacznym stopniu wpływa na zwiększenie zdolności sorpcyjnej węgla aktywnego.

## Zastosowanie

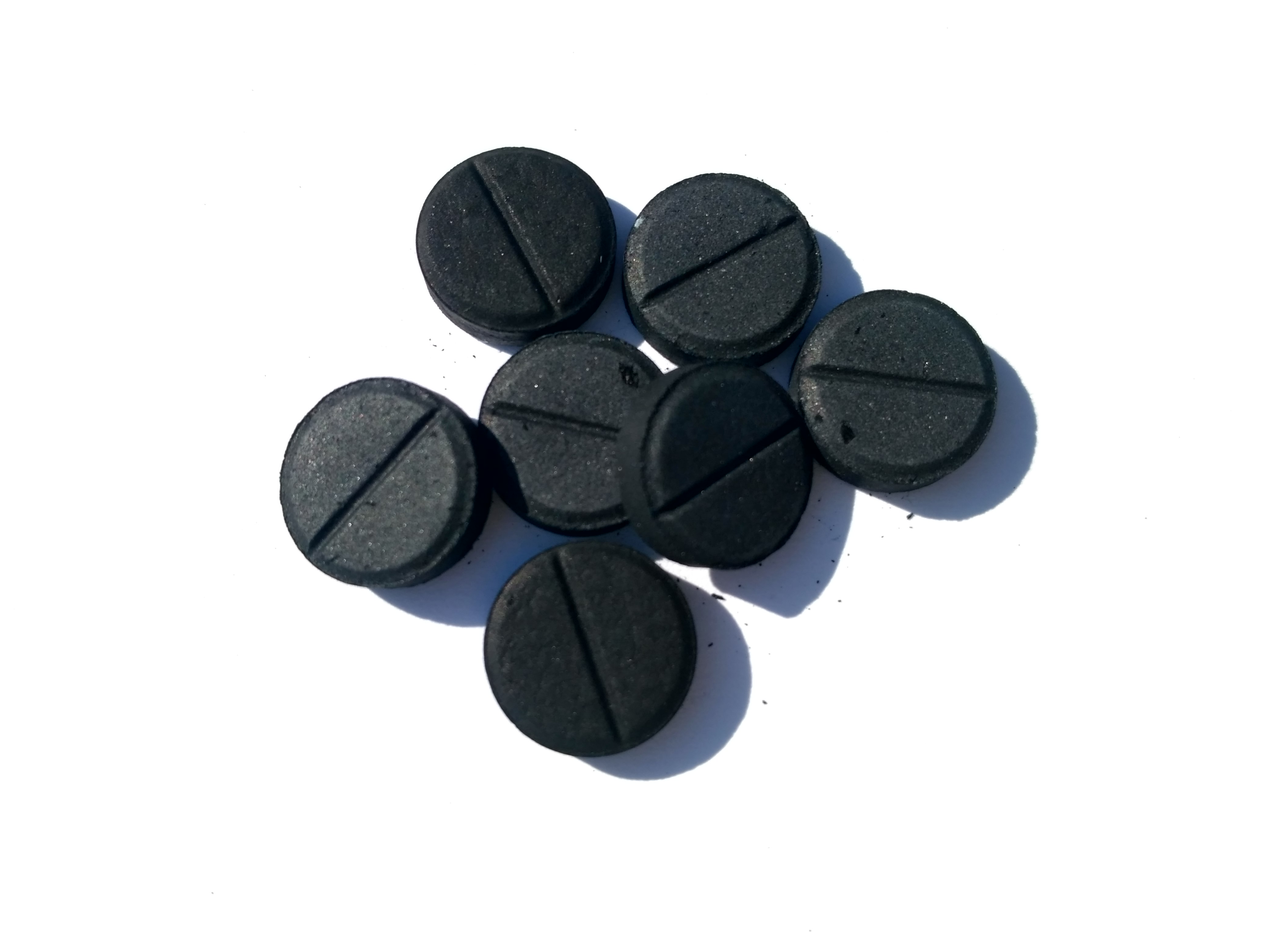
Węgiel aktywny w tabletkach

- Niewielkie ilości węgla drzewnego podawał swym pacjentom w celach leczniczych już Hipokrates ok. 2,4 tys. lat temu. Współczesna kariera tego materiału zaczęła się w roku 1785, kiedy rosyjski chemik i farmaceuta Tobias Lowitz odkrył jego własność adsorbowania związków z roztworów. W roku 1812 podał informacje o procesach adsorbcji szwajcarski fitochemik Nicolas-Théodore de Saussure, zwracając przy tym uwagę na wydzielanie się w nich ciepła. W roku 1876 amerykański fizyk Josiah Willard Gibbs opisał zasady adsorpcji w oparciu o prawa termodynamiki chemicznej[10].
- w medycynie (węgiel leczniczy, węgiel medyczny, łac. carbo medicinalis) w leczeniu biegunek, niestrawności i wzdęć oraz, w porozumieniu z lekarzem, przy zatruciach lekami i innymi związkami chemicznymi[a], do usuwania bakterii i toksyn po zatruciu pokarmowym; efekt terapeutyczny jest w wielu przypadkach silnie uzależniony od powierzchni właściwej preparatu[2][3][4] (np. stwierdzono, że węgiel o powierzchni właściwej 3000 m²/g jest 2,6 razy bardziej skuteczny od węgla o wartości tego parametru wynoszącej 1500 m²/g w hamowaniu wchłaniania aspiryny[4]), jednak nie zawsze zależność taka jest obserwowana[1].
- w pastach do zębów[15].
- w przemyśle chemicznym jako katalizator oraz nośnik stały dla innych katalizatorów[16]
- w technice jako składnik pochłaniaczy gazów (w filtrach papierosowych, także w lodówkach i klimatyzatorach); także jako jeden z sorbentów wypełniających pochłaniacze w maskach przeciwgazowych[16] oraz pokrywający odzież chroniącą przed substancjami niebezpiecznymi stosowaną m.in. przez niektóre służby policyjne bądź marynarkę wojenną Stanów Zjednoczonych[17]
- w elektrotechnice (elektronice) jako materiał pozwalający uzyskać wielkie pojemności w superkondensatorach
- w uzdatnianiu wody (również w filtrach domowych) do usuwania śladów zanieczyszczeń
- w akwarystyce jako filtr węglowy wchłaniający szkodliwe związki chemiczne.
- w oczyszczaczach powietrza stosowany najczęściej w połączeniu z filtrem HEPA. Filtr z węglem aktywnym służy do usuwania szkodliwych organicznych zanieczyszczeń gazowych (dym papierosowy, substancje emitowane wtórnie z mebli, farb czy klejów)[18].